# Pabstiella conspersa
Pabstiella conspersa é uma espécie de planta do gênero Pabstiella e da família Orchidaceae.

## Taxonomia
A espécie foi descrita em 2007 por Carlyle A. Luer.
Os seguintes sinônimos já foram catalogados: 
- Pleurothallis conspersa Hoehne
- Specklinia conspersa (Hoehne) Luer

## Forma de vida
É uma espécie epífita e herbácea.

## Conservação
A espécie faz parte da Lista Vermelha das espécies ameaçadas do estado do Espírito Santo, no sudeste do Brasil. A lista foi publicada em 13 de junho de 2005 por intermédio do decreto estadual nº 1.499-R.

## Distribuição
A espécie é encontrada nos estados brasileiros de Rio de Janeiro e São Paulo.
A espécie é encontrada no domínio fitogeográfico de Mata Atlântica, em regiões com vegetação de floresta ombrófila pluvial.